# Castel del Monte
För andra betydelser, se Castel del Monte (olika betydelser).
Castel del Monte från 1200-talet ligger i kommunen Andria i regionen Apulien, Italien. Slottet byggdes mellan 1240 och 1250 av Fredrik II av Tyskland, tysk-romersk kejsare, född 1194, död 1250. Slottet är en åttkantig byggnad med ett åttkantigt torn i varje hörn. Tornen var ursprungligen cirka 5 meter högre än nu, och det kanske hade funnits en tredje våning.
Castel del Monte användes då och då som jaktslott av Manfred av Sicilien. Det blev sedermera statsfängelse under Karl I av Neapel, när denne hade besegrat Manfred. Efter 1266 fängslades Manfreds 3 söner i slottet, liksom andra anhängare till adelssläkten Hohenstaufen.